# Bürden
Bürden ist ein Ortsteil der Stadt Hildburghausen im Landkreis Hildburghausen in Thüringen.

## Lage
Bürden liegt nordöstlich von Hildburghausen auf einer größeren Freifläche des Hildburghäuser Waldes. Durch den Ortsteil führt die Kreisstraße 117. Ausflugsziele für Bürger und Gäste sind  Solaberg und -hütte sowie der Ruderteich.

## Geschichte
Am 10. Juli 1338 wurde das Dorf erstmals urkundlich genannt.
Bürden wurde am 8. März 1994 nach Hildburghausen eingemeindet. 226 Einwohner leben in dem Ortsteil.
Die St.-Katharina-Kirche ist eine Sehenswürdigkeit. Der Ortsteil ist vom Tourismus und der Gästebetreuung sowie der Landwirtschaft geprägt worden.